# Universitatea Americană din Beirut
Universitatea Americană din Beirut se găsește în Beirut, Liban. Este o universitate privată, fondată în anul 1866.